# Антоніо Тиквич
Антоніо Тиквич (хорв. Antonio Tikvić, нар. 21 квітня 2004, Гамбург, Німеччина) — хорватський футболіст, центральний захисник італійського клубу «Удінезе».

## Ігрова кар'єра

### Клубна
Антоніо Тиквич народився у німецькому місті Гамбург і займатися футболом почав у юнацьких командах місцевих футбольних клубів. У 2019 році Антоніо приєднався до молодіжної команди клубу з Франкфурта «Айнтрахт». Але свої перші матчі на дорослому рівні Тиквич провів у клубі Ліги 3 «Тюркгюджю Мюнхен».  А з 2022 року захисник став частиною системи мюнхенської «Баварії». Два сезони Тиквич виступав за другу команду «Баварії» у Регіональній лізі.
Перед початком сезону 2023/24 Тиквич приєднався до італійського клубу «Удінезе», з яким підписав контракт до 2028 року. Дебютну гру в основі «Удінезе» футболіст провів 1 листопада 2023 року у кубковому матчі проти «Кальярі». В чемпіонаті Італії Антоніо вперше вийшов на поле у грі проти «Фіорентини» 14 січня 2024 року.

### Збірна
Народжений у Німеччині, на міжнародному рівні Антоніо Тиквич обрав Хорватію і з 2022 року захищав кольори юнацьких збірних Хорватії. У листопаді 2023 року футболіст дебютував у складі молодіжної збірної Хорватії.